# Blue And Yellow
Blue and Yellow (2003) är den fjärde och sista singeln från det amerikanska rockbandet The Used's självbetitlade debutalbum från 2002. Låten handlar om sångaren i bandet (Bert McCracken) och gitarristens (Quinn Allman) vänskap.

## Låtlista
1. "Blue and Yellow" [Album version]

## Musikvideo
Musikvideon börjar med att bandet spelar i ett litet rum. Och det skiftar från Bert som sjunger i ett blått rum, till klipp på bandet.